# Charles-Édouard Schmerber
Charles-Édouard Schmerber (Illfurth, 5 mei 1894 - 1958) was een Franse textielingenieur en uitvinder die vooral bekend staat om de ontwikkeling van de schmerber-eenheid, een maatstaf voor de waterdichtheid van textielmaterialen.

## Carrière
Hij werd op 5 mei 1894 geboren als zoon van een tegelproducent. De vader van Schmerber kocht in 1860 een molen in het dorpje Rougemont en richtte er in 1882 het bedrijf "Schmerber fils et Cie" op, dat gespecialiseerd was in het vervaardigen van onderdelen van textielmachines.
Schmerber werkte als ingenieur in het bedrijf "Draperies et Couvertures Militaires et Administratives". In november 1938 had hij een eerste meeting met Henri Devaux (1862-1956) en Bernard Harriau (1886-1943). Harriau en Schmerber waren textielleveranciers van het Franse leger en overlegden met Devaux, een wetenschapper geïnteresseerd in de waterdichtheid van vezels. Toen Devaux in oktober 1939 voor het CNRSA, een Frans wetenschapinstituut, ging werken, stelde hij voor om een studie uit te voeren naar waterdichtheid van textiel en noemde Schmerber bij naam als specialist op dit gebied. Het onderzoek werd uiteindelijk goedgekeurd door de CNRSA. Schmerber, die gemobiliseerd was en werkte als luitenant bij de artilleriestaf te Besançon, werd in mei 1940 ontboden naar Bordeaux, waar een kamer vrijkwam in het laboratorium van professor Genevois. In de tussentijd stuurde hij enkele rapporten naar Devaux waarin hij de balans opmaakt van de experimenten die hij uitvoerde in zijn vrije tijd.
Eenmaal in Bordeaux wijdde Schmerber zich volledig aan zijn onderzoek. Hij focuste zich op het ontwerpen van een industrieel proces voor de vervaardiging van waterafstotende stoffen. Hij zette een nauwkeurig onderzoeksprogramma op en ontwikkelde een instrument dat de doorlaatbaarheid van stoffen kan meten. Tijdens dit onderzoek definieerde hij de Schmerber (meeteenheid). Hij diende ook een patent in op zijn meetmethode.
Na de oorlog ging Schmerber weer aan de slag in de textielindustrie, maar bleef zijn persoonlijke experimenten voortzetten.

## Meetmethode en eenheid
De meetmethode die Schmerber tijdens zijn onderzoek ontwikkelde bestaat uit een waterreservoir, een glazen kolom van 1 meter, een systeem om het te onderzoeken materiaal te fixeren en een rubberen tube. In deze opstelling wordt de hoeveelheid waterdruk die een materiaal kan weerstaan gemeten voordat het water doorlaat. De eenheid wordt uitgedrukt in millimeters waterkolom. Bijvoorbeeld, een stof met een waterdichtheid van 10.000 Schmerber kan een druk van 10.000 mm waterkolom weerstaan.

## Nalatenschap
De door Schmerber ontwikkelde meetmethode blijft een belangrijke maatstaf voor waterdichtheid en wordt wereldwijd erkend en gebruikt. Zijn bijdrage heeft niet alleen geleid tot verbeterde textielproducten, maar ook tot een beter begrip van materiaalprestaties onder verschillende omstandigheden.